# Michael Maze
Michael Maze (Fakse, 1º de Setembro de 1981) é um mesa-tenista dinamarquês, campeão individual do Top 12 Europeu, medalhista de bronze em duplas nos Jogos Olímpicos de Atenas e terceiro colocado individual no Mundial de 2005.